# Cerăt
Cerăt es una comuna ubicada en el distrito de Dolj, Rumania.

## Superficie
Posee una superficie de 42,0 kilómetros cuadrados.

## Demografía
Hasta 2021 la población era de 4191 habitantes, con una densidad de población de 99,79 habitantes por kilómetro cuadrado.